# 生きのびるために (小説)
『生きのびるために』（いきのびるために、The Breadwinner）は、2000年に出版されたデボラ・エリスの児童文学小説。2013年10月時点で、英語版の本は39回重版されている。原語版のタイトル「ブレッドウィナー」は、戦争で荒廃したアフガニスタン・イスラム首長国で暮らす家族のために、稼ぎ手とならざるを得ない11歳の少女パヴァーナのことを指している。
本作の執筆にあたり、著者はパキスタンの難民キャンプで女性と少女たちを相手に数か月間インタビューし、アフガニスタンの生活を描く材料にした

。 本作はピーター・パン賞や2002年の中東ブック賞などを受賞した。

## 書誌情報
日本語訳はさ・え・ら書房から、もりうちすみこ訳で刊行されている。2000年代刊行の3冊には「アフガンを生きぬく少女」とシリーズ名が付けられていた。
- 『生きのびるために』2002年（原題The Breadwinner、2000年）
- 『さすらいの旅　続・生きのびるために』2003年（原題Parvana's Journey、2002年）：『生きのびるために』の2年後の物語[7]
- 『泥かべの町』2004年（原題Mud City、2003年）：『生きのびるために』に登場したショーツィアの物語[8]
- 『希望の学校　新・生きのびるために』2013年（原題My Name is Parvana、2012年）：連作の最終巻[9]

## 映画化
『生きのびるために』はノラ・トゥーミーによってアニメ映画化され、映画は2017年11月17日に公開された。